# 김효은 (래퍼)
김효은(1993년 7월 29일 ~ )은 대한민국의 래퍼이다.

## 출연작
- 《Show Me The Money 3》 - 3차 팀선택 탈락
- 《Show Me The Money 5》 - 음원 미션 탈락
- 《Show Me The Money 6》 - 주노플로 비틀어 피처링 (With 창모) (9회)
- 《Show Me The Money 777》 - 본선 1차 나플라를 상대로 탈락